# Dekanat Esztergom
Dekanat Esztergom  – jeden z 16 dekanatów rzymskokatolickiej archidiecezji ostrzyhomsko-budapeszteńskiej na Węgrzech. 
Według stanu na kwiecień 2018 w skład dekanatu Esztergom wchodziło 10 parafii rzymskokatolickich. 

## Lista parafii
W skład dekanatu Esztergom wchodzą następujące parafie:
1. Parafia Wniebowzięcia Najświętszej Maryi Panny i św. Wojciecha w Ostrzyhomiu - parafia archikatedralna
2. Parafia św. Stefana w Dömös
3. Parafia św. Anny w Ostrzyhomiu
4. Parafia Świętych Apostołów Piotra i Pawła w Ostrzyhomiu-Belváros
5. Parafia św. Stefana w Ostrzyhomiu-Kertváros
6. Parafia św. Jerzego w Ostrzyhomiu-Szentgyörgymező
7. Parafia św. Ignacego Loyoli w Ostrzyhomiu-Víziváros
8. Parafia św. Wawrzyńca w Pilismarót
9. Parafia Ducha Świętego w Pilisszentlélek
10. Parafia św. Jana Chrzciciela w Wyszehradzie